# Uljanik
Uljanik (česky Leňák) je vesnice v Chorvatsku v Bjelovarsko-bilogorské župě, spadající pod opčinu města Garešnica. Nachází se asi 7 km jihovýchodně od Garešnice. V roce 2011 zde žilo 287 obyvatel. V roce 1991 bylo 14,03 % obyvatel (56 z tehdejších 399 obyvatel) české národnosti.

## Historie
V polovině 19. století byl Uljanik malou vesnicí se srbským obyvatelstvem. Poté se (přistěhovalectvím za nabízenou levnou úrodnou půdou) Uljanik rozrostl na národnostně smíšený městys. Na počátku 20. století zde byla židovská synagoga, dále pak kostel pravoslavný, katolický a modlitebna českého evangelického sboru s farou a bytem kazatele. 

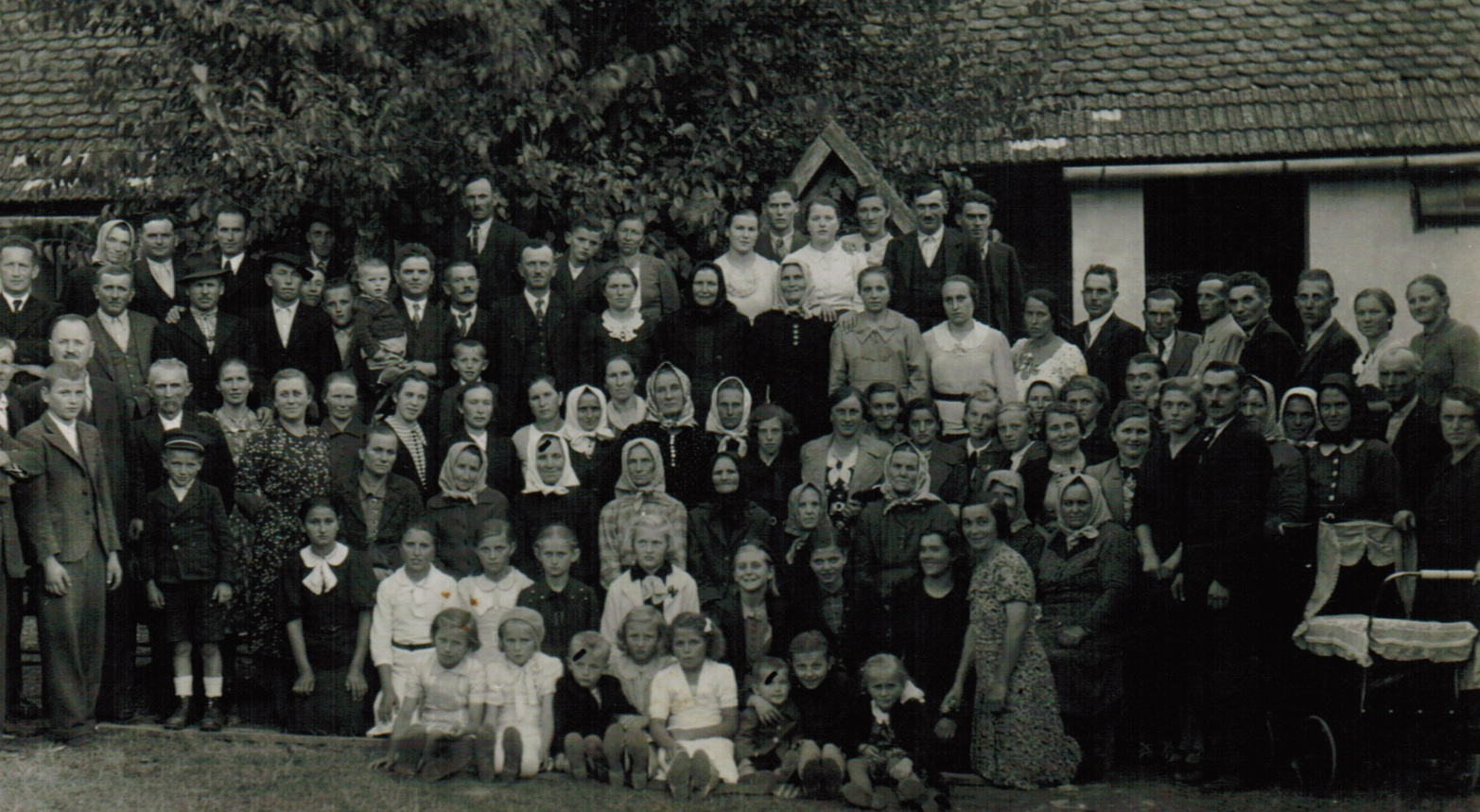
Český evangelický sbor, rok 1939

Český evangelický sbor v Uljaniku byl ustanoven v roce 1892, ale stavba sborového domu evagelické církve byla dokončena až kolem roku 1901. Než byla stavba sborového domu dokončena, probíhala shromáždění protestantů zprvu po domácnostech a později v modlitebně v Prasicích.
Ve zprávě Misijního odboru Kostnické jednoty za rok 1911, kterou sepsali František Prudký a Rudolf Šedý je na straně 12 uvedeno, že Uljanik měl v té době asi 3000 obyvatel. Po 2. světové válce většina obyvatel Uljanik opustila; český evangelický sbor se udržel jen v Pleternici.

## Rodáci
- Alexandr Vondráček (Aleksandar Vondraček, 1910–1972 Bjelovar), soudce, honorární konzul ČSSR v Chorvatsku
- Edita Štěříková (* 1937), historička a spisovatelka

## Sousední sídla
| Růžice kompasu | Garešnica Sokolovac   | Hrastovac | Blagorodovac     | Růžice kompasu |
| Růžice kompasu | Kaniška Iva Ciglenica | Sever     | Gornji Uljanik   | Růžice kompasu |
| Růžice kompasu | Kaniška Iva Ciglenica | Uljanik   | Gornji Uljanik   | Růžice kompasu |
| Růžice kompasu | Kaniška Iva Ciglenica | Jih       | Gornji Uljanik   | Růžice kompasu |
| Růžice kompasu | Marino Selo Ribnjaci  | Duhovi    | Uljanički Brijeg | Růžice kompasu |